# Métopes (Szymanowski)
 (mars 2024).
Si vous disposez d'ouvrages ou d'articles de référence ou si vous connaissez des sites web de qualité traitant du thème abordé ici, merci de compléter l'article en donnant les références utiles à sa vérifiabilité et en les liant à la section « Notes et références ».
Pour les articles homonymes, voir Métope (homonymie).
Les Métopes op. 29 sont une œuvre pour piano écrite par Karol Szymanowski en 1915.
En 1914, le compositeur se réfugie dans son village natal en Ukraine et y reste jusqu'à la Révolution Russe. Il revient d'un long séjour en Europe, en Sicile et en Afrique du nord, où il puise son inspiration pour les œuvres de ces années. Son style s'approche alors de l'impressionnisme debussyste et inaugure une série de musique à programme avec ses Mythes pour violon et piano, contemporains de ses Métopes, et ses Masques pour piano, ces trois œuvres formant une sorte de trilogie méditerranéenne, où prédomine l'influence de légendes de la Grèce antique.
Ces métopes sont inspirées de celles du temple de Sélinonte qui sont conservées au musée de Palerme, et relatent trois épisodes de l'Odyssée d'Homère.

## Structure
L'œuvre se compose de trois pièces  :
- L'île des sirènes
- Calypso
- Nausicaa

La durée d'exécution dure environ vingt minutes.